# Acqui Terme
Acqui Terme (Àich en piemontès) és un municipi italià, situat a la regió del Piemont i a la província d'Alessandria.
Àich limita amb els municipis d'Alice Bel Colle, Castel Rocchero, Cavatore, Grognardo, Melazzo, Montabone, Ricaldone, Strevi, Terzo, Visone i Carpeneto.

## Galeria

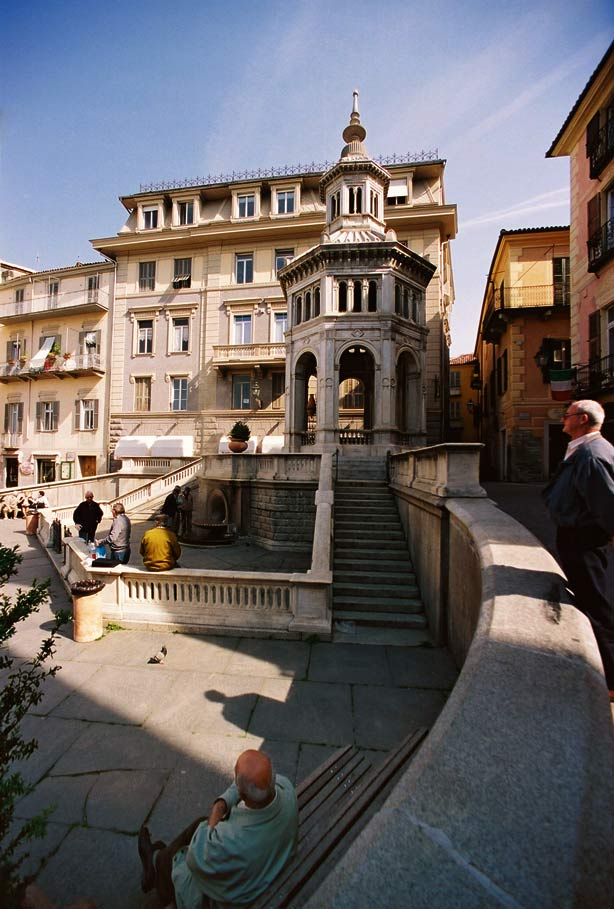
Vista d'Acqui
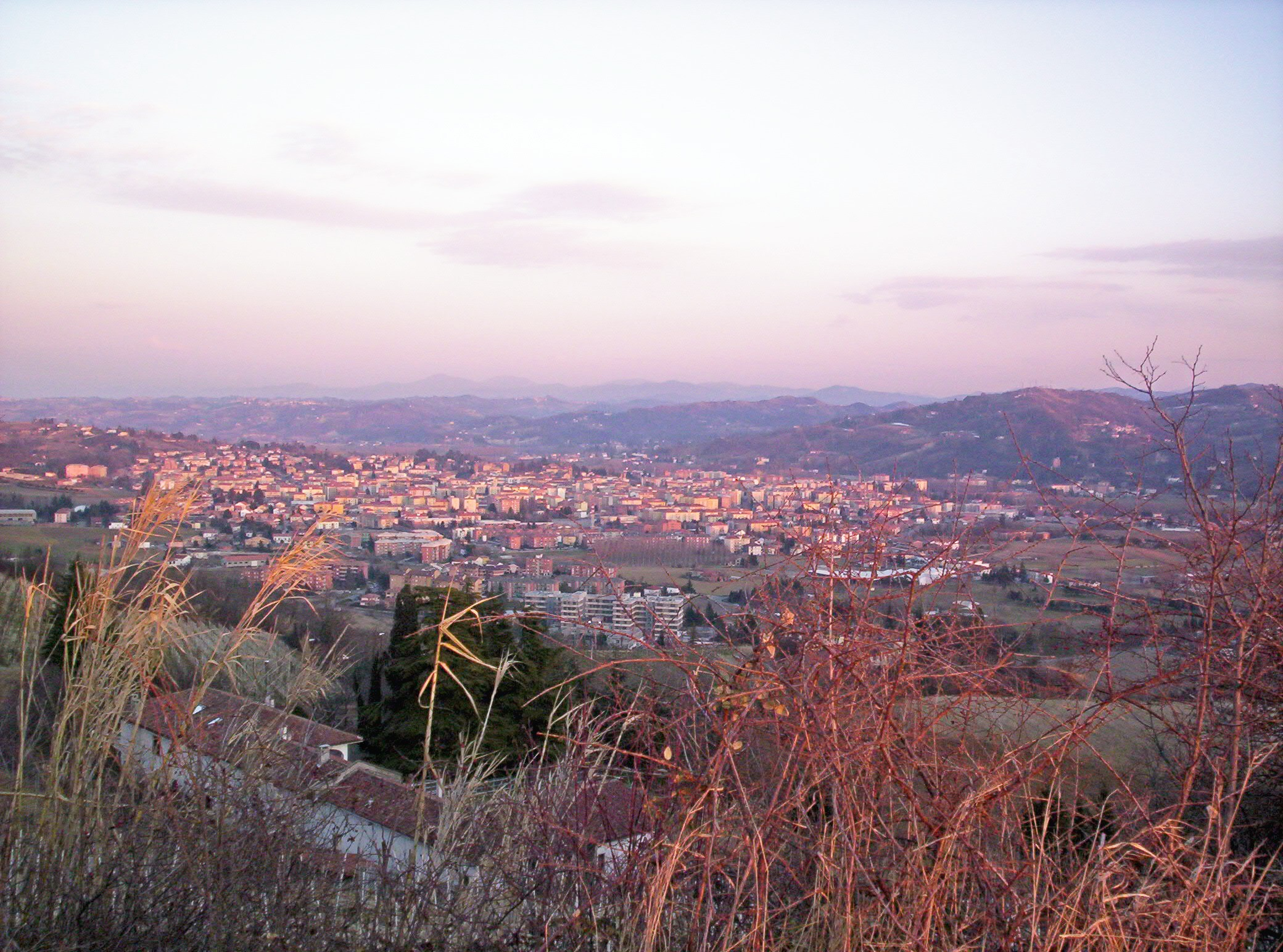
Vista d'Acqui
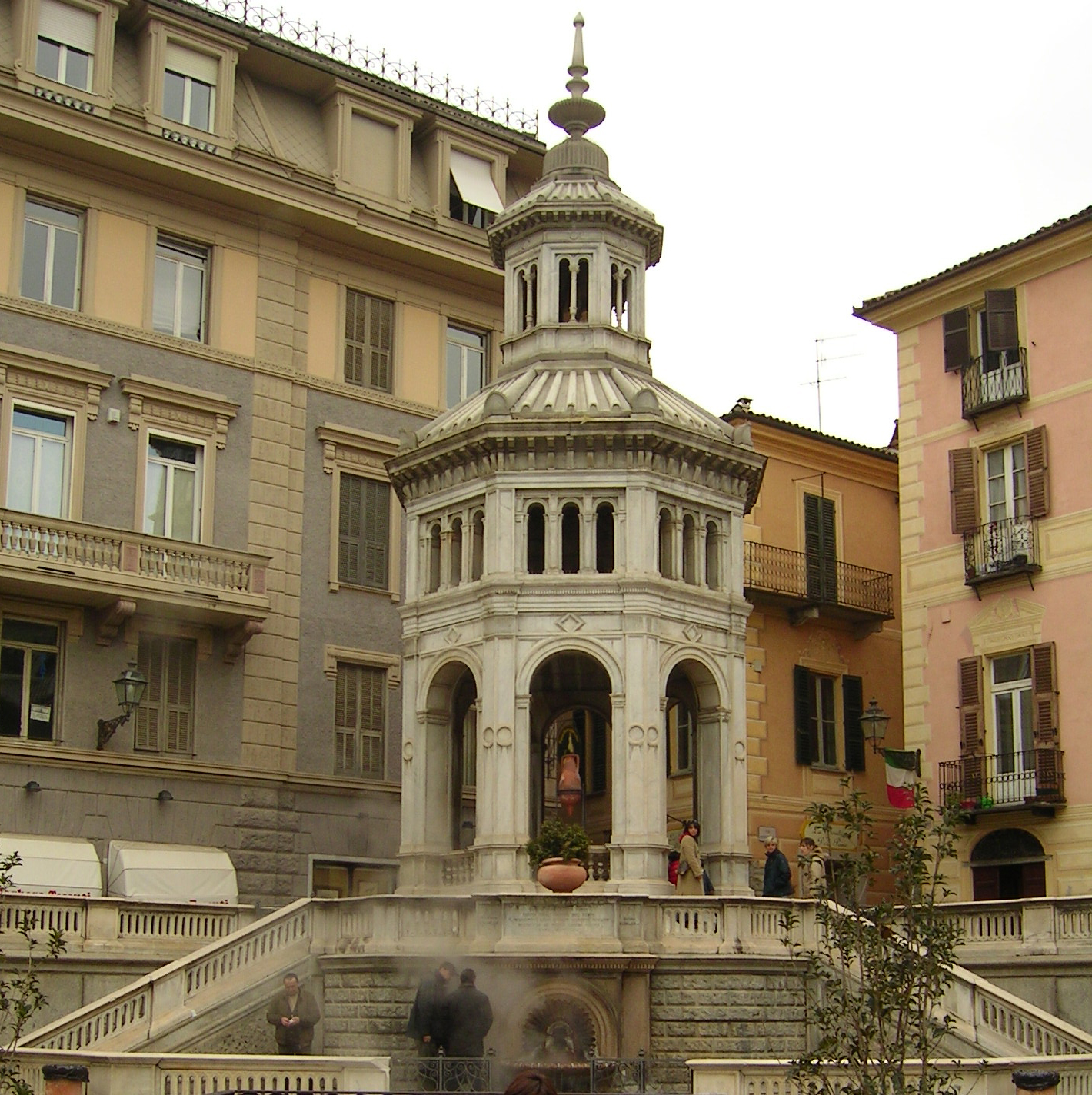
La 'Bollente'
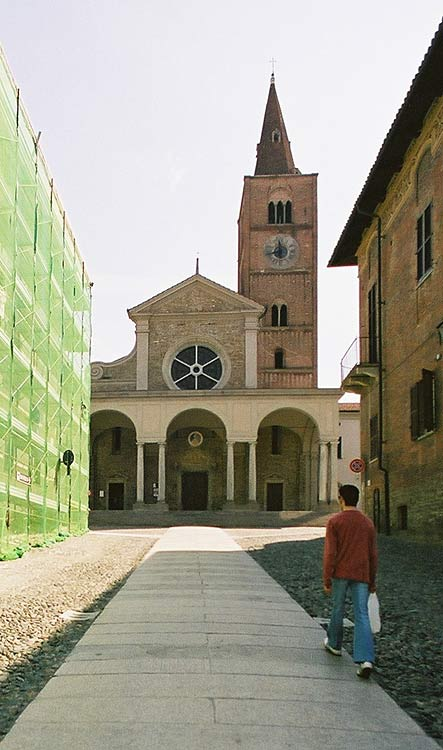
Catedral
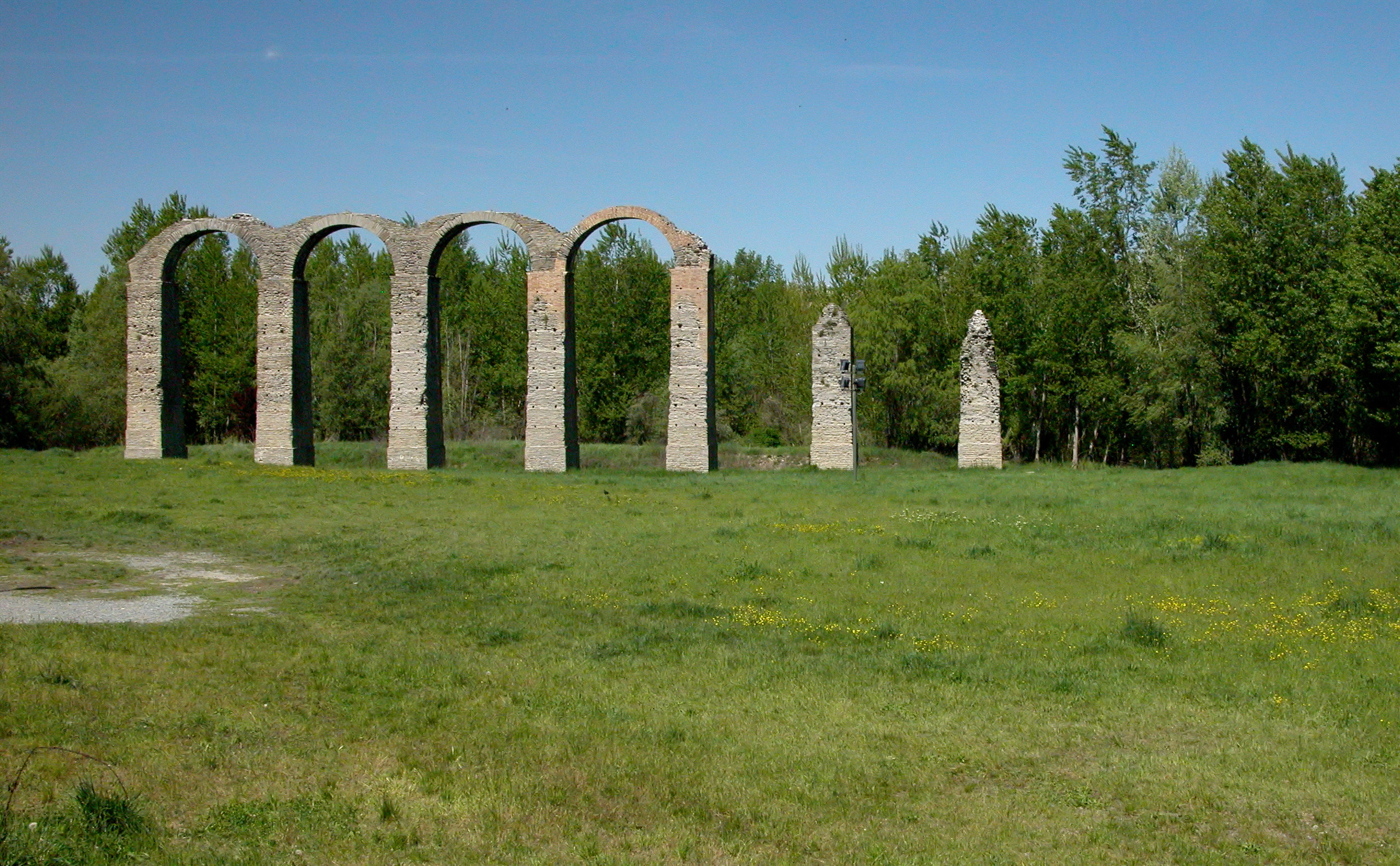
Restes de l'aqüeducte romà
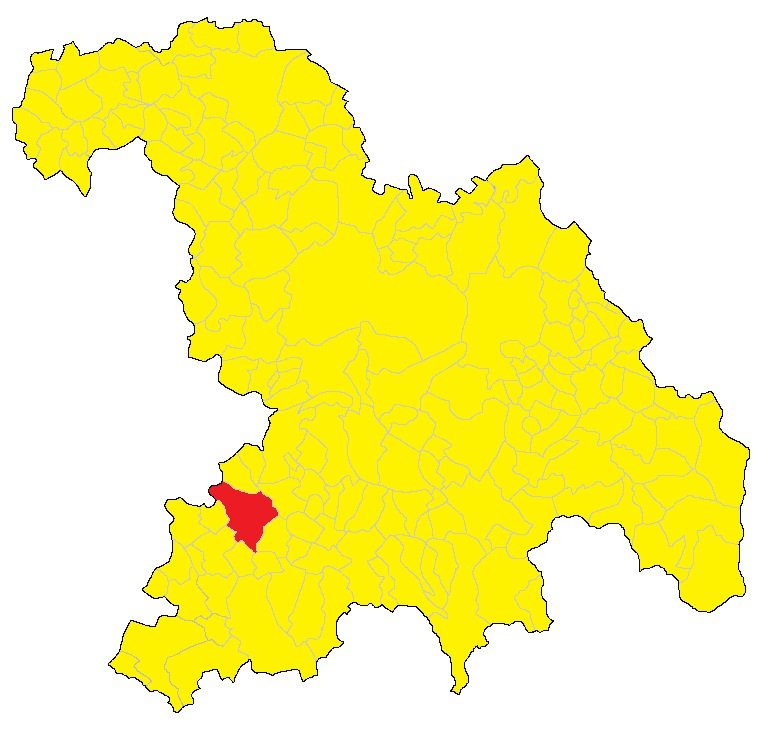
Localització del municipi d'Acqui Terme a la prov. d'Alessandria (Piemont)